# Adam Ben-Tuvia
Adam Ben-Tuvia (* 22. Juli 1919 in Krakau, Polen; † 1999 in Jerusalem, Israel) war ein israelischer Meeresbiologe und Ichthyologe polnischer Abstammung.

## Leben und Wirken
Von 1937 bis 1939 absolvierte Ben-Tuvia ein Studium der Agrarwissenschaften an der Jagiellonen-Universität in Krakau, das er bei Beginn des Zweiten Weltkriegs abbrechen musste. 1944 emigrierte er nach Palästina, wo er an der Hebräischen Universität Jerusalem Biologie und Zoologie studierte und dort 1947 zum Master of Science graduierte. Von 1946 bis 1964 war er Mitarbeiter der Sea Fisheries Research Station in Haifa, die dem israelischen Landwirtschaftsministerium unterstellt ist. Während dieser Zeit spezialisierte er sich auf Fischbiologie, Versuchsfischerei und Fischsystematik. 1955 wurde er an der Hebräischen Universität Jerusalem zum Ph.D. promoviert. Von 1964 bis 1969 war er in der Abteilung für Fischereiwesen, Fischereiressourcen und Fischnutzung der Ernährungs- und Landwirtschaftsorganisation der Vereinten Nationen (FAO) tätig. Von 1969 bis 1971 arbeitete er erneut in der Sea Fisheries Research Station in Haifa. Nach dem Tod seines Mentors Heinz Steinitz wurde Ben-Tuvia 1972 Dozent an der zoologischen Abteilung der Hebräischen Universität Jerusalem. 1985 wurde er zum Professor habilitiert und 1988 erhielt er den Titel eines emeritierten Professors. 1991 ging er in den Ruhestand.
Ben-Tuvia lehrte Ichthyologie und war Kurator einer umfangreichen Fischsammlung. Er schrieb zahlreiche Fachartikel in den Bereichen der Systematik, der Biologie und der Zoogeographie. Ben-Tuvia beschrieb mindestens acht neue Fischtaxa, darunter Atrobuccia geniae, Cephalopholis oligosticta, Rhynchoconger trewavasae, Hoplolatilus oreni, Hyporthodus haifensis, Panturichthys fowleri, Upeneus pori und Tristramella sacra intermedia. Daneben verfasste er mehrere Einträge über Fische in der Encyclopaedia Hebraica.
Ben-Tuvia war verheiratet und hatte zwei Söhne und eine Tochter.

## Dedikationsnamen
Nach Ben-Tuvia sind sieben Meeresfischtaxa benannt, darunter Doryrhampus multiannulatus bentuviae (Fowler & Steinitz, 1956), Didogobius bentuvii (Miller, 1966), Siokunichthys bentuviai (Clark, 1966), Lepidotrigla bentuviai (Richards & Saksena, 1977), Callionymus bentuviai (Fricke, 1981), Lobulogobius bentuviai (Goren, 1984) (heute ein Synonym von Bryaninops ridens (Smith, 1859)) and Narcine bentuviai (Baranes & Randall, 1989).